# Gillis Bergenstråhle
Carl Gillis Alexander Bergenstråhle, född den 30 maj 1855 i Sala, död den 31 december 1919 i Stockholm, var en svensk militär. Han var far till Eric Bergenstråhle.
Bergenstråhle avlade mogenhetsexamen 1874. Han blev underlöjtnant vid Upplands regemente 1875 och löjtnant där 1882. Bergenstråhle blev regementskvartermästare 1885 och adjutant i 5. arméfördelningens stab 1895. Han blev kapten vid regementet 1894 och vid generalstaben 1898, major där 1900. Bergenstråhle blev major vid Göta livgarde 1902 och överstelöjtnant där 1904. Han var överste och chef för Västerbottens regemente 1907–1915. Bergenstråhle blev riddare av Svärdsorden 1898, kommendör av andra klassen av samma orden 1910 och kommendör av första klassen 1914.